# Liste von Kościuszko-Museen
Die Liste von Kościuszko-Museen führt Museen und Gedenkstätten zu Ehren des Freiheitskämpfers Tadeusz Kościuszko (1746–1817) auf.
Kościuszko-Museen in der Chronologie ihrer Eröffnung:
- Kosciuszko-Museum in Solothurn, Schweiz – im Sterbehaus Kosciuszkos, 1936 eröffnet
- Thaddeus Kosciuszko National Memorial in Philadelphia, Vereinigte Staaten – seit 1972 nationale Gedenkstätte und kleinster „Nationalpark“ des Landes
- Museum Tadeusz-Kosciuszko-Herrenhaus (belarussisch Музей-сядзіба Тадэвуша Касцюшкі Musej-sjadsiba Tadewuscha Kaszjuschki) in Meratschouschtschyna (Мерачоўшчына, polnisch Mereczowszczyzna), Rajon Iwazewitschy, Belarus – 2003 auf den alten Fundamenten rekonstruiertes Geburtshaus Kosciuszkos, 2004 eröffnet
- Muzeum Kościuszkowskie im Fort Nr. 2 am Kościuszko-Hügel in Krakau, Polen – interaktives Museum, 2020 eröffnet

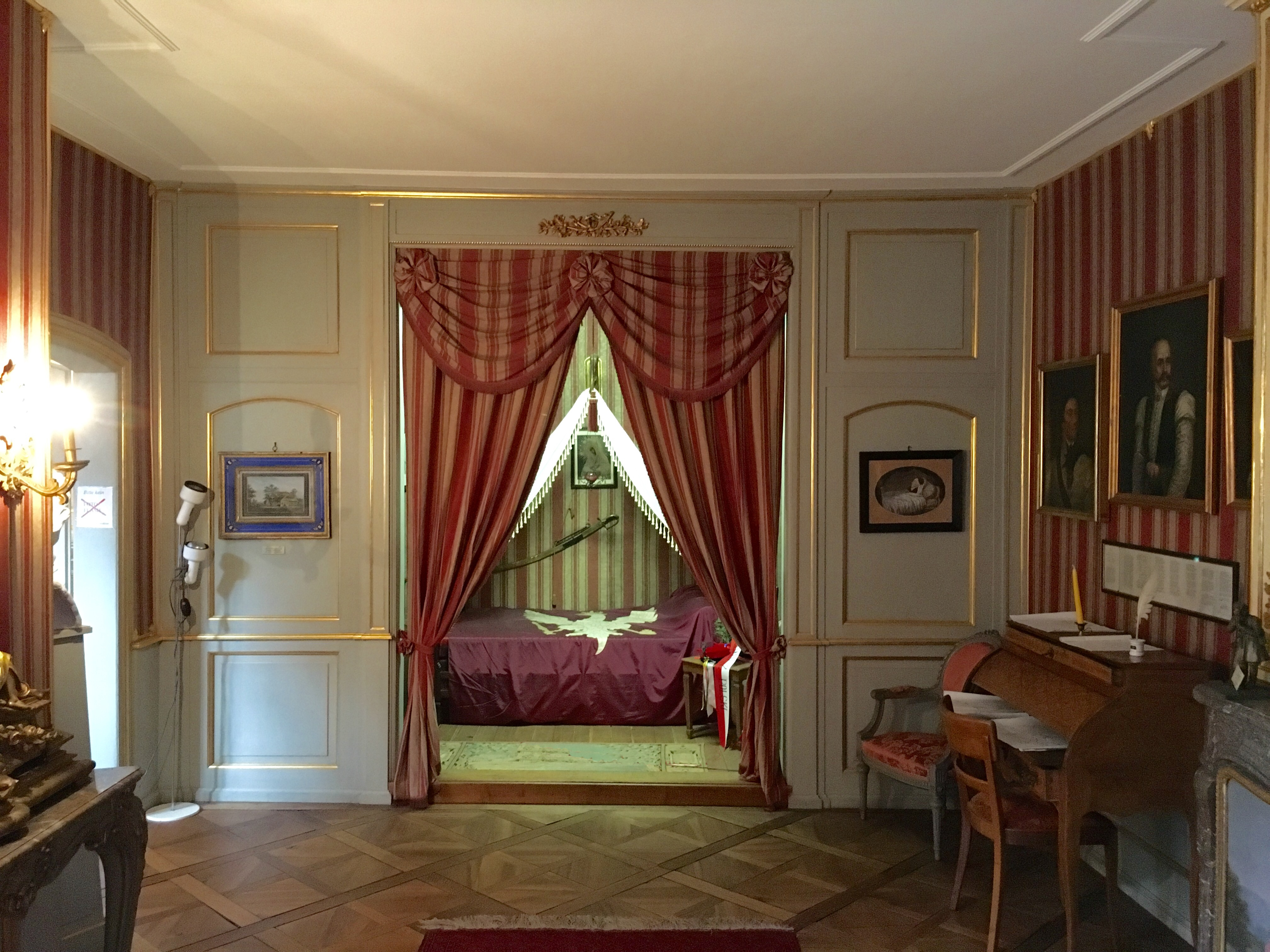
Kosciuszko-Museum in Solothurn
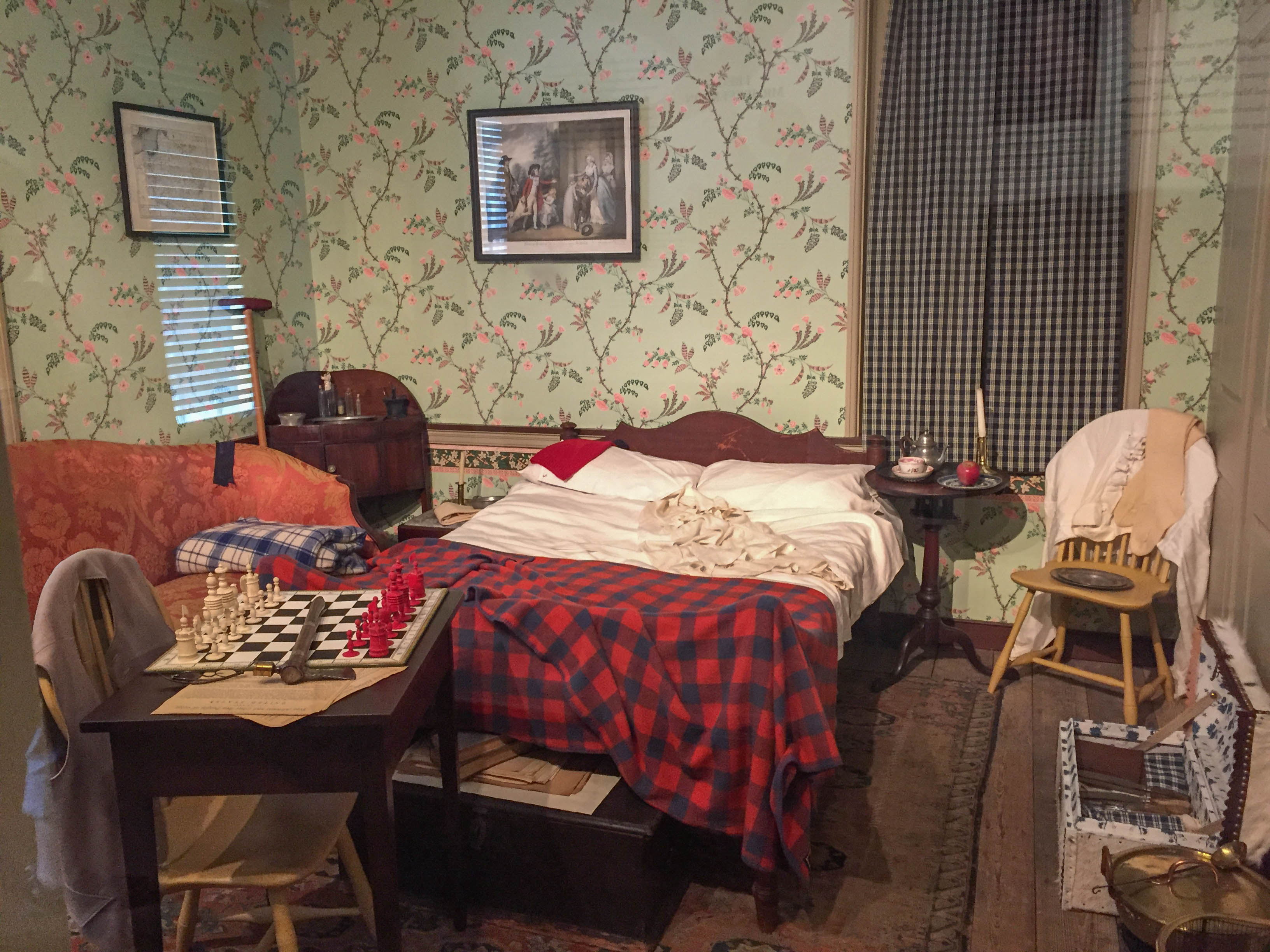
Thaddeus Kosciuszko National Memorial
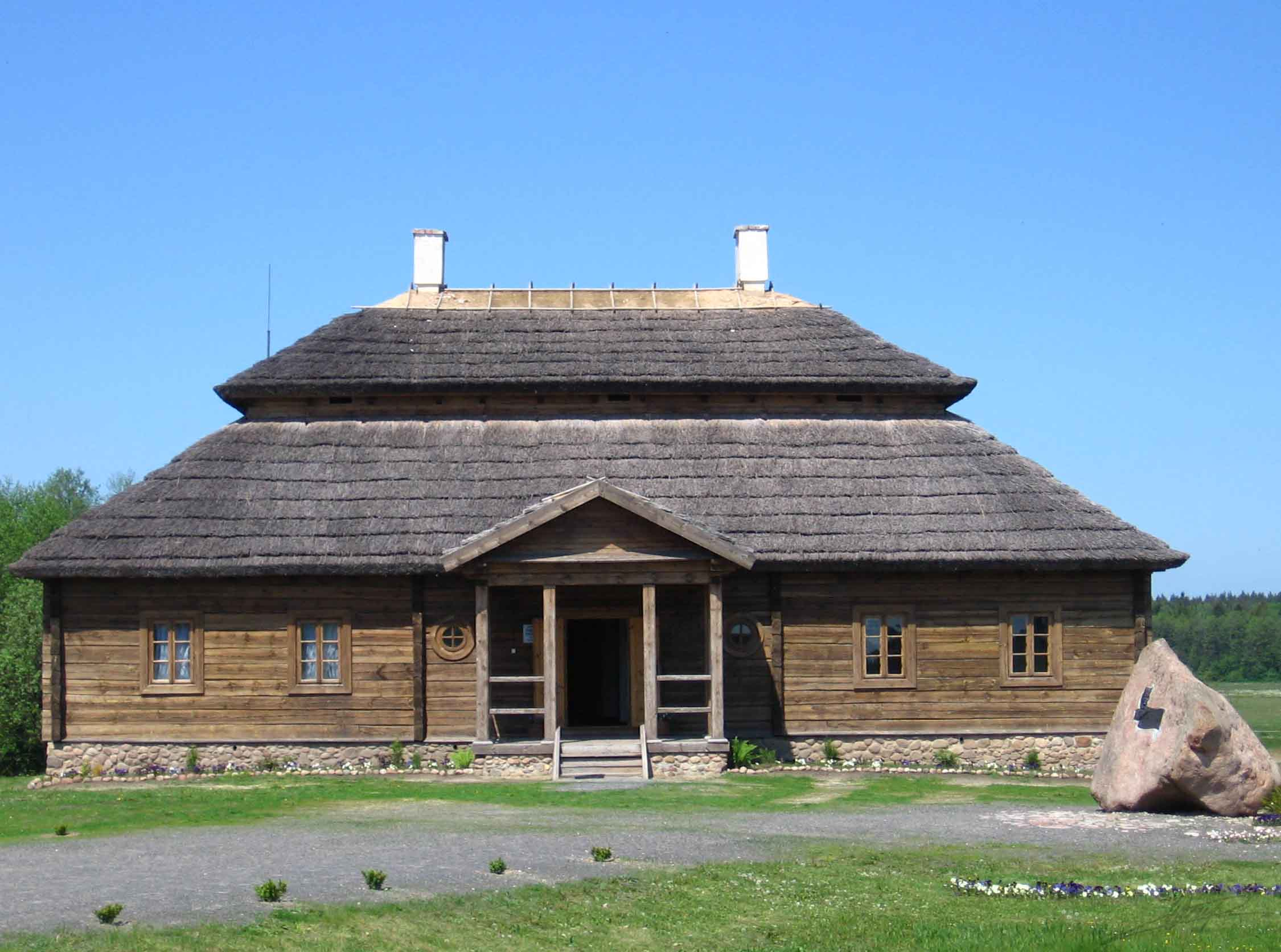
Kosciuszko-Herrenhaus, Meratschouschtschyna
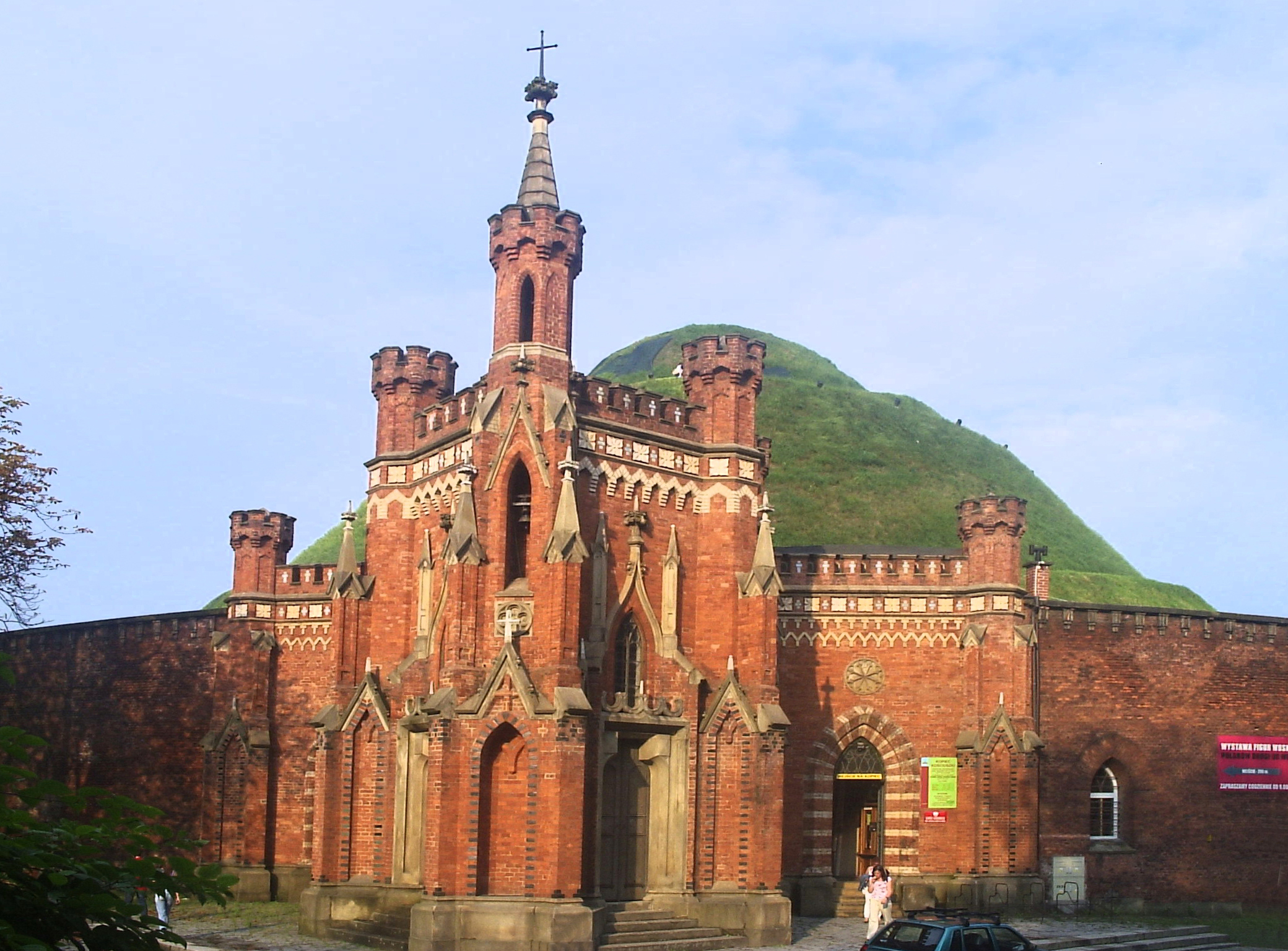
Kościuszko-Museum und -Hügel in Krakau